# José Luis Navarro Martínez
José Luis Navarro Martínez (n. Madrid; 28 de julio de 1962) es un ex ciclista profesional español. Fue profesional entre 1984 y 1991 ininterrumpidamente.
Debutó como profesional con el equipo Zor. Fue durante sus dos primeros años como profesional cuando acumuló sus mejores victorias.
Sus mayores logros fueron el Campeonato de España de ciclismo en ruta de 1985 y el maillot de la montaña en el Giro de Italia del mismo año.

## Palmarés
1983
- 3.º en la Bizkaiko Bira

1984
- Clásica de Primavera
- Memorial Manuel Galera

1985
- Campeón de España en Ruta
- 1 etapa de la Tirreno-Adriático
- Clasificación de la montaña en el Giro de Italia